# Petalodontiformes
Petalodontiformes — вимерлий ряд хрящових риб підкласу Суцільноголові (Holocephali). Ця група вимерлих морських хрящових риб пов'язана із сучасними химеровими. Скам'янілі рештки виявлені на території США і Європи. За небагатьма винятками, вони відомі виключно з зубів. Родина існувала у карбоні та пермі. Як передбачається, вимерла група під час пермсько-тріасового вимирання. За іншими даними, родина існувала і у тріасовому періоді.

## Систематика
- Родина Belantseidae
  - Belantsea
  - Ctenoptychius
  - Netsepoye
- Родина Janassidae
  - Janassa
- Родина Petalodontidae
  - Itapyrodus
  - Janassa
  - Petalodus
  - Polyrhizodus
- Родина Pristodontidae
  - Megactenopetalus
  - Peripristis
  - Petalorhynchus
  - Pristodus
  - Siksika
- incertae sedis
  - Antliodus
  - Brachyrhizodus
  - Cynopodius
  - Euglossodus
  - Fissodus
  - Glyphanodus
  - Mesolophodus
  - Paracymatodus
  - Serratodus